# Partito Repubblicano (Polonia)
Il Partito Repubblicano (in lingua polacca Partia Republikańska, PR) è un partito politico polacco.
Fondato il 20 giugno 2021 da una fazione pro-Diritto e Giustizia e anti-Gowin del partito dell'Accordo guidata dall'eurodeputato Adam Bielan, a cui si sono uniti cinque dei suoi 18 parlamentari. Ciò è stato il risultato di una divisione interna, in base alla quale il partito appena formato si è unito alla coalizione di Destra Unita al potere come membro a pieno titolo, poiché il resto lealista di Gowin del partito dell'Accordo ha lasciato la coalizione.